# Tàn cuộc (cờ tướng)

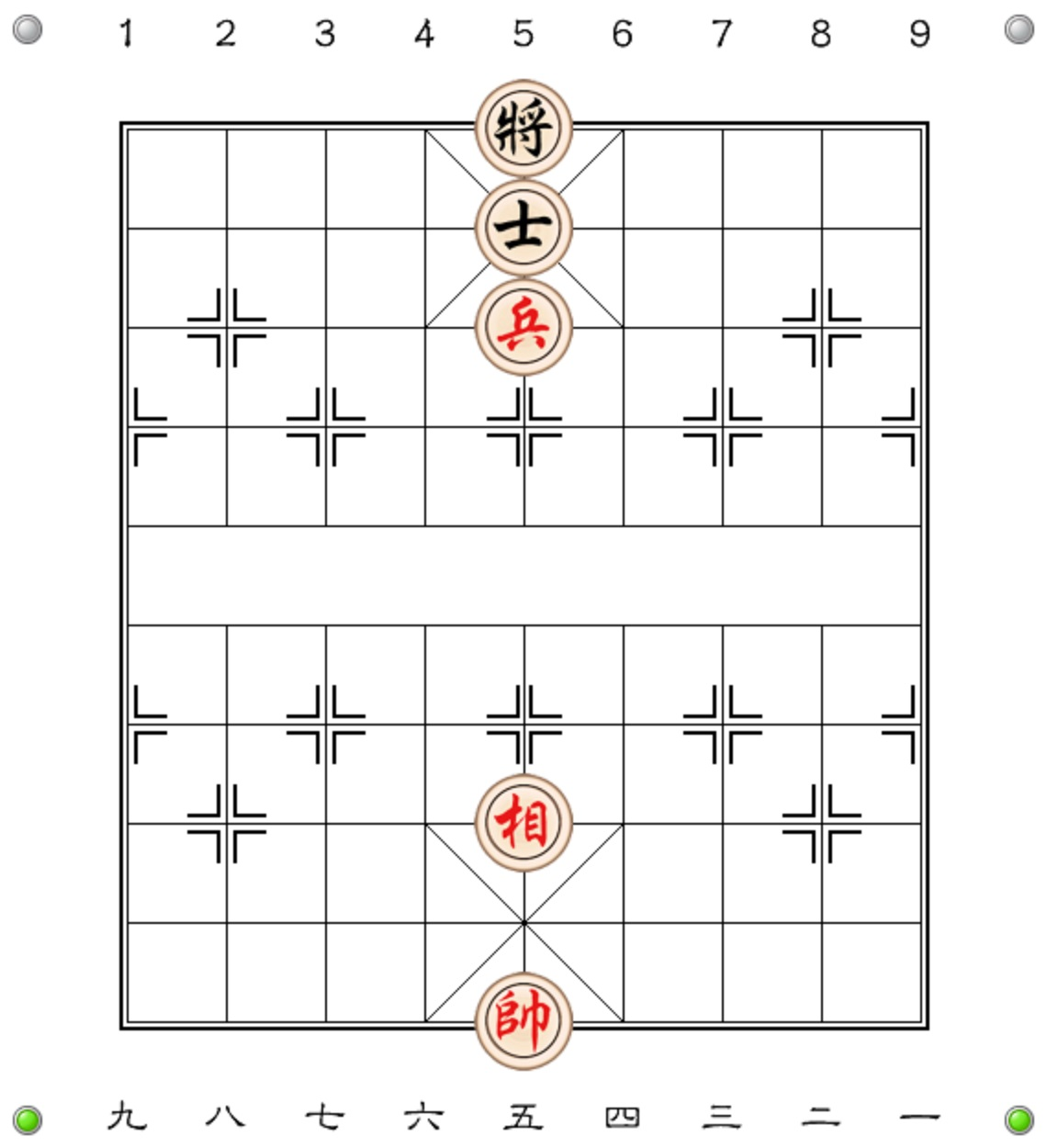
một thế cờ cơ bản tốt tượng khéo thắng 1 sĩ.

Trong cờ tướng, tàn cuộc (hay cờ tàn) là giai đoạn kết thúc từ trung cuộc khi hai bên người chơi đấu đổi đi nhiều quân chủ lực tạo thành hình cờ còn rất ít quân.

## Thể loại cờ tàn
Cờ tàn có ba loại,
1, Cờ tàn thực dụng hình cờ được nghiên cứu và có lời giải thắng, thua hoặc hòa và được phân loại một cách rõ ràng,
2, Cờ tàn thực chiến khi kết thúc trung cuộc hình thành một hình cờ tàn không có trong nghiên cứu, chưa có lời giải chính xác, mang tính thực chiến,
3, Cờ tàn nghệ thuật được sắp xếp thành thế trận và nước đi thường chỉ có một phương án đúng và thường có lời giải, loại cờ tàn này được gọi là Cờ thế.

## Phân loại cờ tàn thực dụng

### Cờ tàn tốt
Tên các loại cờ tàn tốt:
- 1 tốt khó thắng 1 sĩ
- 1 tốt tượng khéo thắng 1 sĩ
- 1 tốt khéo hòa pháo sĩ
- 2 tốt thắng 2 sĩ
- 2 tốt thấp khó thắng 2 sĩ
- 2 tốt thắng 2 tượng
- 2 tốt khéo thắng 1 sĩ 1 tượng
- 2 tốt cao khéo thắng 1 chốt 1 tượng
- 2 tốt khéo thắng 1 tốt 1 sĩ
- 2 tốt khéo thắng khuyết 1 sĩ
- 2 tốt khéo thắng khuyết 1 tượng
- 2 tốt khéo thắng 1 mã
- 2 tốt cao thắng 1 pháo
- 3 tốt cao thắng sĩ tượng toàn
- 3 tốt khó thắng tốt khuyết tượng
- 3 tốt thắng pháo 2 tượng
- 3 tốt khó thắng pháo 2 sĩ
- 3 tốt cao có tượng khéo thắng pháo 2 sĩ
- 3 tốt thấp khéo thắng mã 2 tượng
- 3 tốt khéo thắng mã 2 sĩ
- 3 tốt khó thắng pháo sĩ tượng

### Cờ tàn mã
Tên các loại cờ tàn mã:
- 1 mã thắng 1 sĩ
- 1 mã khó thắng 1 tượng
- 1 mã khéo thắng 1 tượng
- 1 mã khéo thắng 1 tốt

### Cờ tàn mã tốt
Tên các loại cờ tàn mã tốt:
- Mã tốt cao thắng khuyết 1 sĩ
- Mã tốt thấp khó thắng khuyết 1 sĩ
- Mã tốt cao thắng khuyết 1 tượng (tốt thấp chỉ khéo thắng)
- Mã tốt khó thắng sĩ tượng toàn
- Mã tốt khéo thắng sĩ tượng toàn
- Mã tốt hoà chốt 2 sĩ
- Mã tốt khéo thắng chốt 2 sĩ (nếu có sĩ hoặc tượng thi chắc thắng)
- Mã tốt thấp khó thắng chốt sĩ
- Mã tốt thấp thắng đơn mã
- Mã tốt hoà mã tốt
- Mã tốt thấp khó thắng đơn pháo
- Mã tốt thắng mã đơn sĩ
- Mã tốt cao khéo thắng mã đơn tượng
- Mã tốt cao thắng pháo đơn sĩ (tốt thấp chỉ khéo thắng)
- Mã tốt cao thắng pháo đơn tượng (tốt thấp chỉ khéo thắng)
- Mã tốt khó thắng pháo 2 tượng
- Mã tốt thắng pháo tốt
- Mã tốt thấp khéo thắng mã 2 sĩ
- Mã 2 tốt thắng mã khuyết 1 sĩ
- Mã 2 tốt thắng mã khuyết 1 tượng
- Mã 2 tốt khó thắng mã sĩ tượng toàn
- Mã 2 tốt khó thắng pháo sĩ tượng toàn

### Cờ tàn 2 mã
Tên các loại cờ tàn 2 mã:
- 2 mã thắng sĩ tượng toàn
- 2 mã thắng mã 2 sĩ
- 2 mã tượng thắng pháo 2 sĩ
- 2 mã thắng mã 2 tượng
- 2 mã thắng pháo 2 tượng

### Cờ tàn pháo
Tên các loại cờ tàn pháo:
- Pháo sĩ thắng 2 sĩ
- Pháo sĩ khó thắng 2 tốt thấp
- Pháo 2 sĩ thắng tốt tượng
- Pháo 2 sĩ khó thắng tốt sĩ
- Pháo sĩ tượng khó thắng 1 sĩ 1 tượng
- Pháo khuyết 1 tượng khéo thắng 1 sĩ 1 tượng
- Pháo 2 sĩ khéo thắng 1 mã
- Pháo 2 sĩ khó thắng 1 pháo

### Cờ tàn pháo tốt
Tên các loại cờ tàn pháo tốt:
- Pháo tốt cao thắng đơn tượng (tốt thấp chỉ khéo thắng)
- Pháo tốt thấp khó thắng đơn tượng
- Pháo tượng tốt thấp thắng đơn tượng
- Pháo tốt thấp khéo thắng 2 sĩ
- Pháo tốt thấp hoà 2 sĩ
- Pháo tốt khéo thắng 1 sĩ 1 tượng
- Pháo tốt thắng chốt sĩ
- Pháo tốt khéo thắng 2 chốt
- Pháo tốt cao khéo thắng chốt 2 sĩ
- Pháo tượng tốt cao thắng 2 tượng
- Pháo tượng tốt cao thắng đơn pháo
- Pháo tốt thấp khuyết 1 tượng thắng đơn pháo
- Pháo tốt thấp 1 sĩ 1 tượng thắng khuyết 1 tượng
- Pháo tốt cao khuyết 1 sĩ thắng sĩ tượng toàn (tốt thấp chỉ khéo thắng)
- Pháo tốt cao 1 sĩ 1 tượng khéo thắng sĩ tượng toàn
- Pháo tốt khéo thắng sĩ tượng toàn
- Pháo tượng tốt cao khéo thắng sĩ tượng toàn
- Pháo sĩ tốt cao khéo thắng sĩ tượng toàn
- Pháo tốt cao 2 sĩ thắng mã 1 sĩ
- Pháo tốt cao 2 sĩ thắng pháo 1 sĩ
- Pháo tốt cao khuyết 1 tượng thắng mã 1 tượng
- Pháo tốt cao 2 sĩ thắng pháo 1 tượng
- Pháo tốt 1 sĩ khéo thắng pháo chốt
- Pháo 2 tốt khuyết 1 tượng thắng pháo 2 sĩ
- Pháo 2 tốt khuyết 1 sĩ khó thắng mã sĩ tượng toàn
- Pháo 2 tốt sĩ tượng toàn khó thắng pháo sĩ tượng toàn

### Cờ tàn 2 pháo
Tên các loại cờ tàn 2 pháo:
- 2 pháo khó thắng 1 pháo
- 2 pháo khó thắng 2 tượng
- 2 pháo thắng 2 sĩ
- 2 pháo 2 tượng thắng 2 tượng
- 2 pháo 2 tượng thắng sĩ tượng toàn
- 2 pháo sĩ thắng sĩ tượng toàn
- 2 pháo 2 sĩ thắng mã 2 sĩ
- 2 pháo 2 sĩ thắng pháo 2 sĩ
- 2 pháo sĩ tượng toàn thắng mã 2 tượng

### Cờ tàn pháo mã
Tên các loại cờ tàn pháo mã:
- Pháo mã thắng sĩ tượng toàn
- Pháo mã sĩ tượng thắng mã 2 sĩ
- Pháo mã sĩ tượng thắng pháo 2 sĩ
- Pháo mã khuyết 1 sĩ thắng mã 2 tượng
- Pháo mã sĩ thắng pháo 2 tượng
- Pháo mã khuyết 1 sĩ thắng pháo 2 tượng
- Pháo mã sĩ tượng toàn thắng mã khuyết 1 tượng
- Pháo mã sĩ tượng toàn thắng mã khuyết 1 sĩ
- Pháo mã sĩ tượng toàn thắng mã sĩ tượng toàn
- Pháo mã sĩ tượng toàn khó thắng pháo sĩ tượng toàn

### Cờ tàn pháo mã tốt
Tên các loại cờ tán pháo mã tốt:
- Pháo mã tốt sĩ tượng toàn khéo thắng pháo mã sĩ tượng toàn
- Pháo mã tốt khuyết 1 tượng khéo thắng pháo mã sĩ tượng toàn
- Pháo mã 2 tốt sĩ tượng toàn thắng 2 mã 1 tốt sĩ tượng toàn
- Pháo mã 2 tốt sĩ tượng toàn thắng pháo mã sĩ tượng toàn
- Pháo mã 2 tốt 1 sĩ 1 tượng thắng pháo mã sĩ tượng toàn

### Cờ tàn xe
Tên các loại cờ tàn xe:
- 1 xe hoà sĩ tượng toàn
- 1 xe khéo thắng sĩ tượng toàn
- 1 xe khéo thắng sĩ 2 tốt
- 1 xe khó thắng tượng 2 tốt
- 1 xe khéo thắng 2 sĩ 2 tốt
- 1 xe khó thắng 2 tượng 2 tốt
- 1 xe khéo thắng 2 tượng 2 tốt
- 1 xe khó thắng 3 tốt (1)
- 1 xe khó thắng 3 tốt (2)
- 1 xe khéo thắng 3 tốt
- 1 xe khó thắng mã tốt tượng
- 1 xe khéo thắng mã tốt tượng
- 1 xe thắng mã 2 sĩ	bài tập
- 1 xe khó thắng mã 2 tượng
- 1 xe khéo thắng mã 2 tượng
- 1 xe khó thắng mã khuyết 1 sĩ
- 1 xe khéo thắng mã khuyết 1 sĩ
- 1 xe khó thắng mã khuyết 1 tượng
- 1 xe khéo thắng mã khuyết 1 tượng
- 1 xe khó thắng mã tốt 2 sĩ
- xe tượng thắng mã tốt 2 sĩ
- 1 xe khó thắng mã 2 tốt
- 1 xe khó thắng mã 2 sĩ 2
- 1 xe khó thắng pháo 2 tượng
- 1 xe khéo thắng pháo 2 tượng
- 1 xe 1 sĩ 1 tượng khéo thắng pháo tốt 2 tượng
- 1 xe khéo thắng pháo 2 sĩ
- 1 xe khó thắng pháo 2 tốt (1)
- 1 xe khó thắng pháo 2 tốt (2)
- 1 xe khó thắng pháo 2 tốt thấp (3)
- 1 xe khó thắng pháo 2 tốt lụt (4)
- 1 xe khó thắng 2 mã
- 1 xe khéo thắng 2 mã
- 1 xe khó thắng pháo mã
- 1 xe khéo thắng pháo mã
- 1 xe khó thắng 2 pháo
- 1 xe khéo thắng 2 pháo

### Cờ tàn xe tốt
Tên các loại cờ tàn xe tốt:
- Xe tốt tượng thắng 2 tốt sĩ tượng toàn
- Xe tốt thắng pháo tốt 2 tượng
- Xe tốt tượng thắng pháo tốt 2 sĩ
- Xe tốt thắng mã sĩ tượng toàn
- Xe tốt tượng thắng mã sĩ tượng toàn
- Xe tốt khó thắng pháo sĩ tượng toàn
- Xe tốt khéo thắng pháo sĩ tượng toàn
- Xe tốt thắng 2 mã 2 sĩ
- Xe tốt thắng pháo mã 2 sĩ
- Xe tốt thắng 2 pháo 2 sĩ
- Xe tốt thắng 2 pháo khuyết 1 tượng
- Xe tốt thấp khéo thắng 2 pháo 2 tượng
- Xe tốt cao thắng 2 pháo 2 tượng (tốt thấp chỉ khéo thắng)
- Xe tốt lụt khó thắng đơn xe
- Xe tốt lụt khéo thắng đơn xe
- Xe tốt thấp khó thắng xe đơn tượng
- Xe tốt thắng xe đơn tượng (tốt thấp chỉ khéo thắng)
- Xe tốt cao tượng thắng xe 2 tượng
- Xe tốt thấp sĩ tượng thắng xe 2 tượng
- Xe tốt cao tượng thắng xe đơn sĩ
- Xe tốt thấp tượng khó thắng xe đơn sĩ
- Xe tốt sĩ thắng xe sĩ (tốt thấp chỉ khéo thắng)
- Xe tốt thấp khuyết 1 tượng thắng xe sĩ
- Xe sĩ tốt thấp khó thắng xe đơn sĩ
- Xe sĩ tốt thắng xe sĩ (tốt lụt chỉ khéo thắng)
- Xe tốt thấp khéo thắng xe tốt sĩ
- Xe tốt thấp khó thắng xe tốt
- Xe tốt thấp sĩ tượng lẻ thắng xe tốt
- Xe tốt sĩ tượng toàn thắng xe tốt thấp
- Xe tốt thấp sĩ khéo thắng xe tốt
- Xe tốt sĩ tượng khéo thắng xe tốt 2 sĩ
- Xe tốt thấp khéo thắng xe pháo
- Xe tốt khó thắng xe pháo
- Xe 2 sĩ tốt thấp khéo thắng xe khuyết 1 sĩ
- Xe 2 sĩ 2 tốt thấp thắng xe 2 sĩ
- Xe 2 tốt sĩ tượng toàn khéo thắng xe 2 tốt 2 sĩ
- Xe 2 tốt khuyết 1 sĩ thắng xe khuyết 1 sĩ
- Xe 2 tốt 2 tượng hòa xe khuyết 1 tượng
- Xe 2 tốt 2 sĩ khéo thắng xe khuyết 1 tượng
- Xe 2 tốt sĩ thắng xe khuyết 1 tượng
- Xe 2 tốt sĩ tượng toàn hòa xe sĩ tượng toàn (1)
- Xe 2 tốt sĩ tượng toàn hòa xe sĩ tượng toàn (2)

### Cờ tàn xe mã
Tên các loại cờ tàn xe mã:
- Xe mã 2 tượng thắng xe 2 sĩ
- Xe mã sĩ thắng xe 2 sĩ
- Xe mã khó thắng xe 2 sĩ
- Xe mã sĩ khó thắng xe 2 tượng
- Xe mã sĩ tượng lẻ khó thắng xe 2 tượng
- Xe mã tượng khéo thắng xe 2 tượng
- Xe mã sĩ tượng lẻ khéo thắng xe 2 tượng
- Xe mã 2 tượng khéo thắng xe 2 tượng
- Xe mã sĩ khó thắng xe khuyết 1 tượng
- Xe mã sĩ tượng toàn khéo thắng xe khuyết 1 tượng
- Xe mã hòa xe tốt khuyết 1 tượng
- Xe mã khuyết 1 sĩ khéo thắng xe sĩ tượng toàn

### Cờ tàn xe mã tốt
Tên các loại cờ tàn xe mã tốt:
- Xe mã tốt 2 sĩ thắng xe sĩ tượng toàn
- Xe mã tốt thấp khéo thắng xe sĩ tượng toàn
- Xe mã tốt sĩ tượng toàn thắng xe pháo khuyết 1 sĩ
- Xe mã tốt sĩ tượng toàn thắng xe pháo 2 sĩ
- Xe mã tốt khuyết 1 tượng thắng xe pháo tốt 2 sĩ
- Xe mã tốt khó thắng xe pháo khuyết 1 tượng
- Xe mã tốt sĩ tượng toàn thắng xe mã 2 sĩ
- Xe mã tốt khuyết 1 sĩ khéo thắng xe pháo tốt 2 tượng

### Cờ tàn xe pháo
Tên các loại cờ tàn xe pháo:
- Xe pháo chiếm trung thắng xe tốt
- Xe pháo khó thắng xe đơn tượng
- Xe pháo chiếm trung khéo thắng xe sĩ
- Xe pháo 2 sĩ thắng xe tốt 2 sĩ
- Xe pháo sĩ thắng xe 2 tượng
- Xe pháo sĩ tượng toàn khéo thắng xe sĩ tượng toàn
- Xe pháo sĩ tượng toàn khó thắng xe mã 2 sĩ
- Xe pháo sĩ tượng toàn khéo thắng xe mã 2 sĩ
- Xe pháo sĩ tượng toàn khéo thắng xe mã tốt sĩ
- Xe pháo khuyết 1 tượng hòa xe mã tốt sĩ
- Xe pháo thắng pháo mã sĩ tượng toàn
- Xe pháo sĩ tượng toàn thắng xe pháo
- Xe pháo tốt sĩ thắng xe sĩ tượng toàn
- Xe pháo tốt sĩ tượng toàn thắng xe tốt sĩ tượng toàn
- Xe pháo tốt sĩ thắng xe tốt sĩ tượng toàn

### Cờ tàn 2 xe
Tên các loại cờ tàn 2 xe:
- 2 xe khó thắng xe sĩ tượng toàn
- 2 xe khéo thắng xe sĩ tượng toàn
- 2 xe thắng 2 mã sĩ tượng toàn
- 2 xe khó thắng pháo mã sĩ tượng toàn
- 2 xe khó thắng pháo 2 chốt sĩ tượng toàn
- 2 xe thắng xe pháo 2 tượng
- 2 xe thắng xe mã 2 sĩ
- 2 xe sĩ khéo thắng xe pháo 2 sĩ (1)
- 2 xe khéo thắng xe pháo 2 sĩ (2)
- 2 xe khó thắng xe pháo 2 sĩ